# Jorge Garcés Borrero
Jorge Enrique Garcés Borrero (Cali, 4 de diciembre de 1884 - 16 de enero de 1944). Fue un importante empresario colombiano, fundador de bancos e industrias prósperas.

## Historia
Nació en Cali, Valle del Cauca, el 4 de diciembre de 1884 y fue bautizado en la iglesia de San Nicolás. Sus padres eran el médico Enrique Garcés Velasco y Joaquina Borrero Borrero.  Realizó sus primeros estudios en la misma ciudad y después ingresó al colegio que monseñor Manuel Antonio Arboleda Scarpetta dirigía en Santa Rosa de Cabal, donde permaneció hasta la muerte de su padre. Contrajo matrimonio con Emma Giraldo Pineda, con quien tuvo cinco hijos, Armando, Álvaro, Diego, Julia Emma y Jorge, que se educaron en los mejores colegios de Inglaterra, donde la familia residió 15 años.
Desde muy joven se destacó por su habilidad para los negocios, lo que le ayudó para convertir la botica que su padre había creado como médico en 1875 en una de las firmas de importación y distribución de drogas y artículos farmacéuticos más grandes del país, instituyendo sucursales en varias ciudades. 
Siguiendo el curso de sus negocios, en 1930 funda los Laboratorios JGB (iniciales de su nombre) que se destacan en la fabricación de especialidades farmacéuticas. Muy pronto se interesó en otro tipo de negocios, y junto a su suegro, don Julio Giraldo González, funda el Banco Giraldo y Garcés, que después se amplió con la participación de capitalistas locales convirtiéndose en el Banco Hipotecario del Pacífico. Esta entidad fue incorporada en 1928 al Banco de Colombia, convirtiéndose como el mayor accionista de la entidad. También fue socio del Banco de la República cuando se creó, siendo propietario de una tercera parte del capital privado del ente oficial.
También se interesó por la propiedad raíz, estando convencido de que con el tiempo esta adquiriría mejores precios, por lo cual fue propietario de predios campestres y urbanos que con el tiempo se valorizaron. Aparte de los negocios tradicionales de la región para la cría y engorde de ganado y la introducción del exterior de razas de selección, se interesó además por la agricultura, sembrando sésamo y algodón.
Murió en Cali el 16 de enero de 1944, producto de una embolia cerebral. Su hijo Diego Garcés Giraldo donó la biblioteca personal de su padre cuando él era gobernador del Valle del Cauca, colección base que se usó para fundar la Biblioteca Departamental del Valle del Cauca en 1954, la Cual lleva el nombre de este gran empresario vallecaucano.

## Aspectos Curiosos
- Dejó su botica para irse a Inglaterra a aprender el idioma y ponerse en contacto con sus proveedores, y a su regreso al país fundó su propia industria farmacéutica.

- Fue honrado con el cargo ad honorem de Consejero de la Legión de Colombia en Inglaterra.

- La Biblioteca Departamental del Valle del Cauca lleva su nombre, debido a que su hijo donó la biblioteca personal de su padre para crear la institución pública que aún funciona.

- En la Biblioteca Departamental del Valle del Cauca todavía se encuentran los libros que formaban parte de la biblioteca personal de don Jorge, están ubicados en un fondo especial llamado Fondo Garcés el cual tiene acceso limitado debido a la antigüedad de los volúmenes.

- su biblioteca personal contaba con más de 3 mil libros los cuales ahora son patrimonio histórico cultural tanto del valle como de la biblioteca

- Un hijo suyo, Diego Garcés Giraldo, fue gobernador del Valle del Cauca.

- Sus hijos donaron la tierra para la Universidad del Valle, cuya vía principal lleva el nombre de don Jorge.